# Bodbe
Monastyr św. Jerzego w Bodbe (gruz.:ბოდბის წმინდა გიორგის მონასტერი, bodbis ts’minda giorgis monasteri) – kompleks klasztorny i siedziba biskupów kachetyjskich, zlokalizowany 2 km od miasta Sighnaghi w rejonie Kachetia w Gruzji. Wybudowany w IX w. przeszedł gruntowną przebudowę w XVII w. Monastyr jest jednym z głównych miejsc pielgrzymek w Gruzji.

## Krajobraz i architektura
Monastyr Bodbe położony jest wśród wysokich cyprysów na stromym zboczu w dolinie rzeki Alazani, skąd roztacza się widok na Kaukaz. 

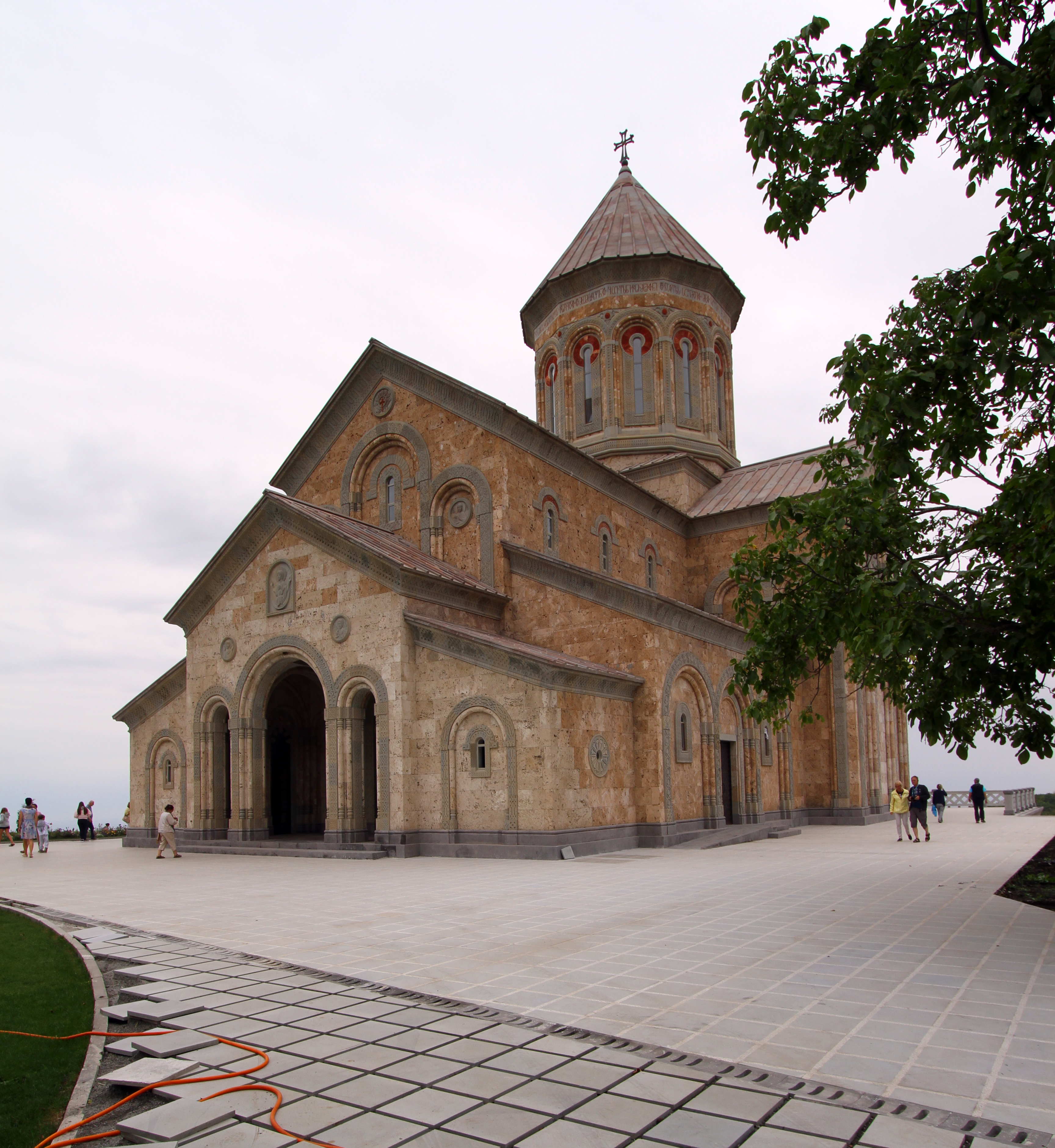
Nowa cerkiew

Na terenie kompleksu przetrwał zabytek gruzińskiej architektury – trójnawowa bazylika z półkolistymi apsydami. Niegdyś kształtem przypominała budowle z wczesnych lat feudalnych zarówno wewnątrz, jak i na zewnątrz pokryta była stiukami. Wolnostojąca trzypiętrowa dzwonnica wzniesiona została między 1862 a 1885, częściowe zniszczenia odbudowano w 2003. 
Około 3 km od klasztoru znajduje się mała kaplica św. Zabulona i św. Sosana, zbudowana w latach 90. Wypływa stamtąd źródło św. Nino, które – jak głosi legenda – posiada uzdrawiającą moc.

## Historia

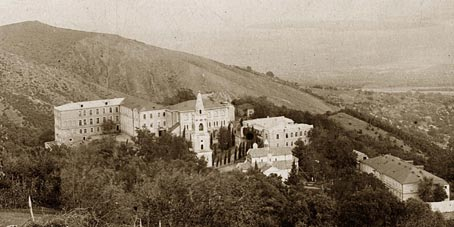
Monastyr Bodbe w 1905

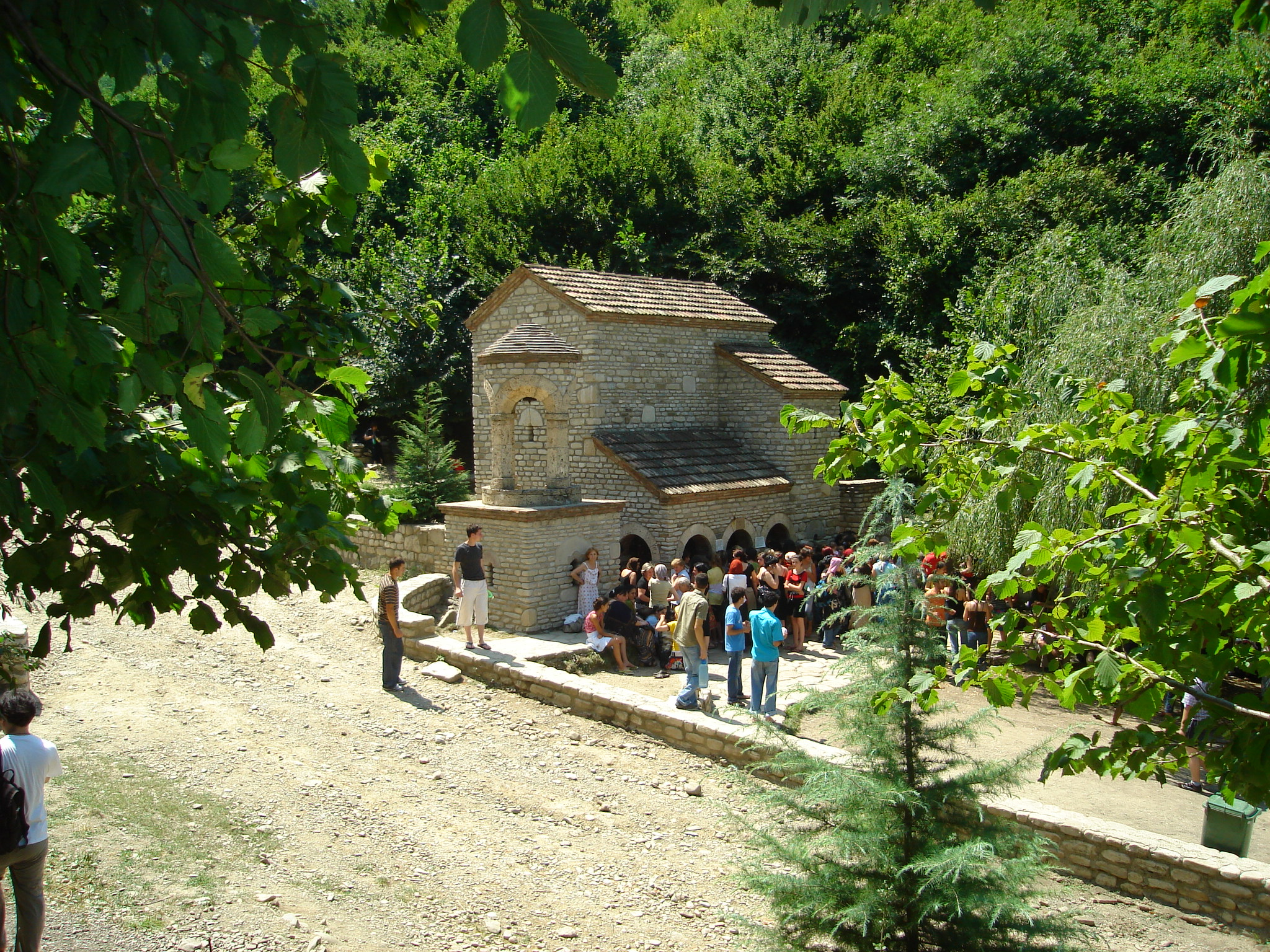
Pielgrzymi przy źródle św. Nino

Według tradycji gruzińskiej, św. Nino uzdrowiła chorą żonę króla Iberii. Władca Mirian III zapytał Nino, jaką nagrodę życzy sobie za uzdrowienie żony, odpowiedziała, że chciałaby zbudować kościół, do którego powinni przyjechać księża z Konstantynopola. Król wysłał więc poselstwo do cesarza Konstantyna Wielkiego i wraz z całą rodziną królewską przyjął chrzest. W ten sposób, według legendy, miała się dokonać chrystianizacja Gruzji w 337. Nino zmarła w Bodbe około 338–340. Król Mirian III rozkazał zbudować mały klasztor w miejscu, gdzie Nino została pochowana. Klasztor zyskał szczególny rozgłos w późnym średniowieczu, faworyzowany zwłaszcza przez królów kachetyjskich, stał się miejscem ich koronacji. Monastyr, zniszczony w 1615 przez wojska szacha Abbasa I, odbudował król Tejmuraz I (1625–1633). Wraz z odnowieniem życia zakonnego w Bodbe powstała szkoła teologiczna. Przy monasterze działała jedna z największych bibliotek w Gruzji. 
Po przyłączeniu Gruzji do Rosyjskiego Imperium w 1801 r. klasztor Bodbe nadal rozwijał się pod opieką metropolity Bodbe Jana (Makaszwilego) i patronatem cara Aleksandra I. W 1823 klasztor odrestaurowano i ozdobiono malowidłami ściennymi. Po śmierci Jana monaster przekształcono w zwykłą parafię. Wcześniej Rosyjski Kościół Prawosławny zlikwidował autokefaliczny Gruziński Kościół Prawosławny i utworzył w Gruzji egzarchat co miało wpływ na spadek znaczenia Bodbe. Do lat 60. XIX w. klasztor podupadał, przywrócenia jego dawnej świetności podjął się archimandryta Makary (Batataszwili), który m.in. założył tu szkołę śpiewu. Kaplicę zawierającą relikwię św. Nino odnowił ikonograf Michaił Sabinin w latach 80. XIX w. W 1889 Bodbe odwiedził car Aleksander III. Z jego inicjatywy w miejscu tym utworzono klasztor żeński ze szkołą rzemiosła artystycznego. 
W 1924 radziecki rząd zamknął klasztor, zamieniając go w szpital, a po rozpadzie Związku Radzieckiego w 1991 Bodbe na nowo zaczęło funkcjonować jako monastyr. Prace remontowe zostały wykonane pomiędzy 1990 a 2000; kolejne w 2003.